# Округ Честерфилд (Вирџинија)
Округ Честерфилд (енгл. Chesterfield County) је округ у америчкој савезној држави Вирџинија.

## Демографија
По попису из 2010. године број становника је 316.236, што је 56.333 (21,7%) становника више него 2000. године.
| Група             | 2000.           | 2010.           |
| Белци             | 196.076 (75,4%) | 206.792 (65,4%) |
| Афроамериканци    | 46.195 (17,8%)  | 69.412 (21,9%)  |
| Азијати           | 6.154 (2,4%)    | 10.294 (3,3%)   |
| Хиспаноамериканци | 7.617 (2,9%)    | 22.864 (7,2%)   |
| Укупно            | 259.903         | 316.236         |